# Indiana University Press
Indiana University Press, également connu sous le nom IU Press, est une maison d'édition universitaire américaine à l'université de l'Indiana spécialisé dans les sciences humaines et sociales. Elle a été fondée en 1950. Son siège se trouve à Bloomington, dans l'Indiana. Elle publie chaque année 140 nouveaux livres, ainsi que 29 revues académiques. Son catalogue actuel comprend quelque 2 000 titres.